# TEE Mediolanum
Il treno Mediolanum, dal nome latino di Milano, fu istituito nel 1957 per collegare Milano e Monaco di Baviera.

## Le origini
Alla fine degli anni Cinquanta, Milano e Monaco, capoluoghi rispettivamente di Lombardia e Baviera, erano servite ogni giorno da una dozzina di treni internazionali.
Tali relazioni percorrevano la linea del Brennero. Il treno più veloce, l'Alpen Express, impiegava non meno di 10 ore e 43 minuti per percorrere 593 km tra le due città, osservando 15 fermate intermedie su tre diverse reti, allora gestite in regime di monopolio statale:
- Italiana: Ferrovie dello Stato (FS)
- Austriaca: Österreichische Bundesbahnen (ÖBB)
- Tedesca: Deutsche Bundesbahn (DB)

La relazione risultava interamente elettrificata, ma con 3 diversi sistemi di alimentazione:
- Tratta Monaco di Baviera - Brennero in corrente alternata monofase 15 kV, 16 2/3 Hz
- Tratta Brennero - Bolzano in corrente alternata trifase 3,6 kV 16 2/3 Hz (convertita in cc 3 kV nel 1965)
- Tratta Bolzano - Milano in corrente continua 3 kV

Appariva dunque logico offrire servizi all'interno del raggruppamento TEE che consentissero un collegamento più veloce e più comodo per i viaggiatori disposti a pagare un prezzo elevato.

## Trans Europ Express
Il primo Mediolanum era una relazione Trans Europ Express (TEE) di sola prima classe introdotto nel 15 ottobre 1957, gestito congiuntamente da DB, ÖBB e FS.

### Materiale rotabile

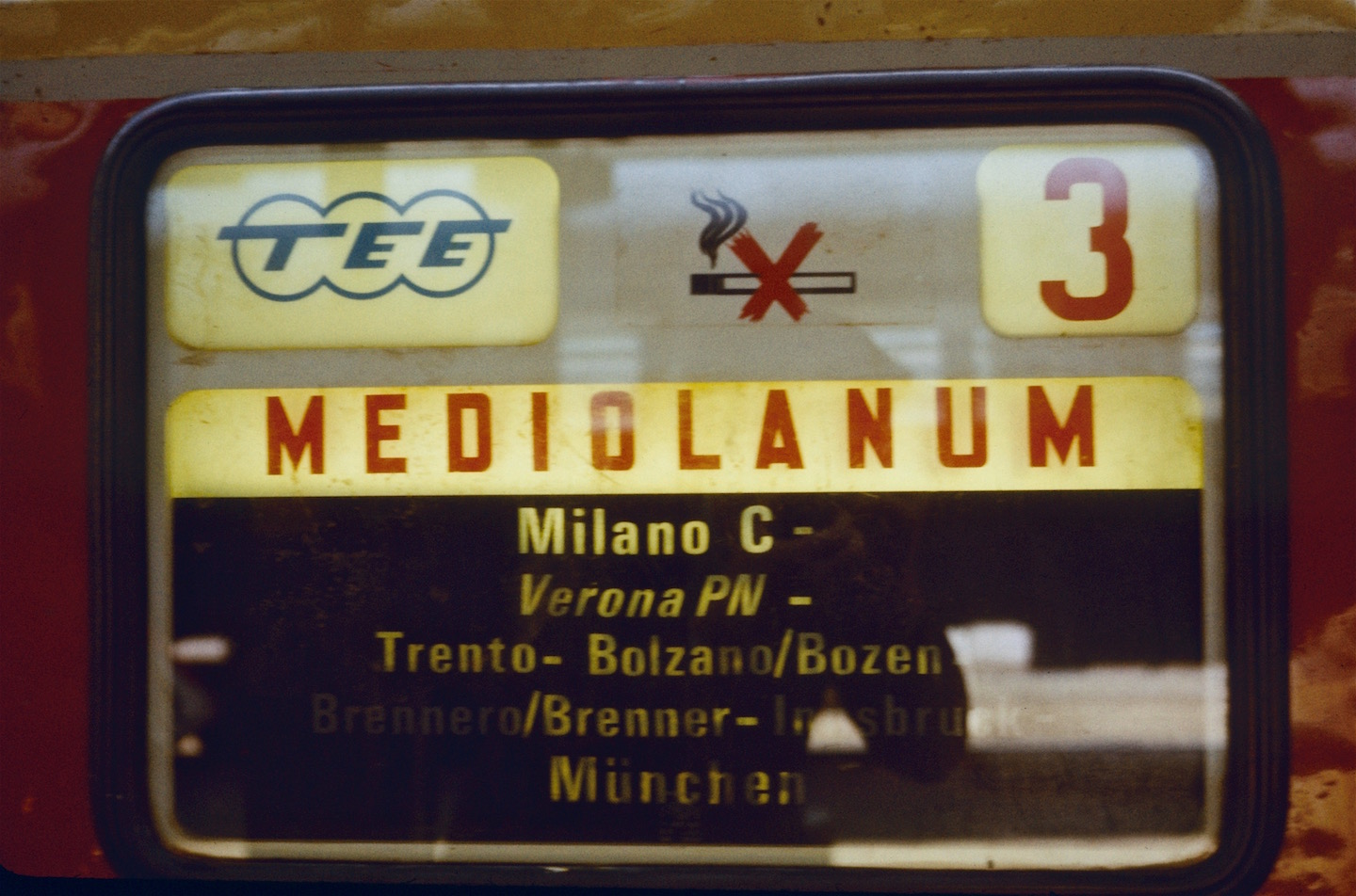
Cartello, 1982

Nel corso del tempo il Mediolanum, come relazione "TEE", cambiò più volte materiale rotabile, utilizzando treni sia italiani che tedeschi.
Il treno fu inizialmente operato con automotrici FS ALn 442 di costruzione Breda dotate dall'origine della livrea crema/bordeaux del raggruppamento.
Dal 1º giugno 1969, per far fronte all'aumento di domanda, tali automotrici furono sostituite dai convogli VT 11 delle DB. Tale materiale, in grado di erogare una potenza di 1677 kW risultava più adatto ad affrontare le pendenze incontrate sul percorso ed offriva una maggiore capacità grazie alla composizione comprendente 2 motrici, poste alle due estremità, e 5 rimorchiate (2 a compartimenti, 1 a salone, 1 bar e 1 ristorante). Anche la velocità commerciale era ulteriormente migliorata (nei TEE numerazione 17-18 attivi dal 1967 al 1971).
A partire dal 21 agosto 1972 il treno tornò a usare materiale italiano, rappresentato da composizioni ordinarie di carrozze FS tipo TEE, concepite appositamente per questo tipo di servizi, formati da 2 carrozze a comportimenti, 1 carrozza a salone, 1 corrozza ristorante e 1 furgone generatore. La trazione era affidata a locomotive elettriche E.444 "Tartaruga" della FS e serie 110 o 112 della DB sulle tratte austriaca e tedesca. Il cambio della locomotiva avveniva nella stazione di Brenner/Brennero. Questo tipo di composizioni consentivano un migliore adattamento dei convogli alle fluttuazioni nel traffico e fornivano ai passeggeri un comfort decisamente superiore.
Dall'estate 1977, il treno passo provvisoriamente ad una composizione di carrozze DB, per tornare alle carrozze FS nell'autunno 1979.
La carrozza ristorante FS era gestita dalla CIWL, quella tedesca, nei periodi in cui erano le DB a mettere a disposizione il materiale, alla DSG.

### Percorso e fermate
Il 15 ottobre 1957 il Mediolanum effettò primo viaggio andata e ritorno tra le due città capolinea impiegando 7 ore e 34 minuti nel senso Milano-Monaco e 7 ore e 20 minuti al ritorno, effettuando le 6 fermate intermedie di Verona Porta Nuova, Trento, Bolzano, Brennero, Innsbruck Hbf e Kufstein.
Il treno (numerazione 393/394 e 395/396 in Italia, TS 75/TS 76 in Austria e 75/76 in Germania) lasciava Milano alle 6:00 per giungere a Monaco alle 13:34; in direzione opposta la partenza avveniva alle 15:45 con arrivo alle 23:05. La velocità commerciale risultò significativamente migliorata, passando dai 55,4 km/h dell'Alpen Express ai 69,2 km/h della relazione Milano-Monaco e ai 71,1 km/h nel senso opposto.
| Orario 1971 | Orario 1971 | Orario 1971            | Orario 1971 | Orario 1971 |
| TEE 85      | Stato       | Fermata                | km          | TEE 84      |
| ----------- | ----------- | ---------------------- | ----------- | ----------- |
| 15:45       | Germania    | München Hauptbahnhof   | 0           | 13:55       |
| 16:44       | Austria     | Kufstein               | 99          | 12:54       |
| 17:28       | Austria     | Innsbruck Hauptbahnhof | 173         | 12:12       |
| 18:09       | Italia      | Brennero               | 210         | 11:35       |
| 20:29       | Italia      | Bolzano                | 300         | 11:09       |
| 21:00       | Italia      | Trento                 | 355         | 10:37       |
| 21:57       | Italia      | Verona Porta Nuova     | 447         | 09:41       |
| 23:24       | Italia      | Milano Centrale        | 595         | 08:15       |

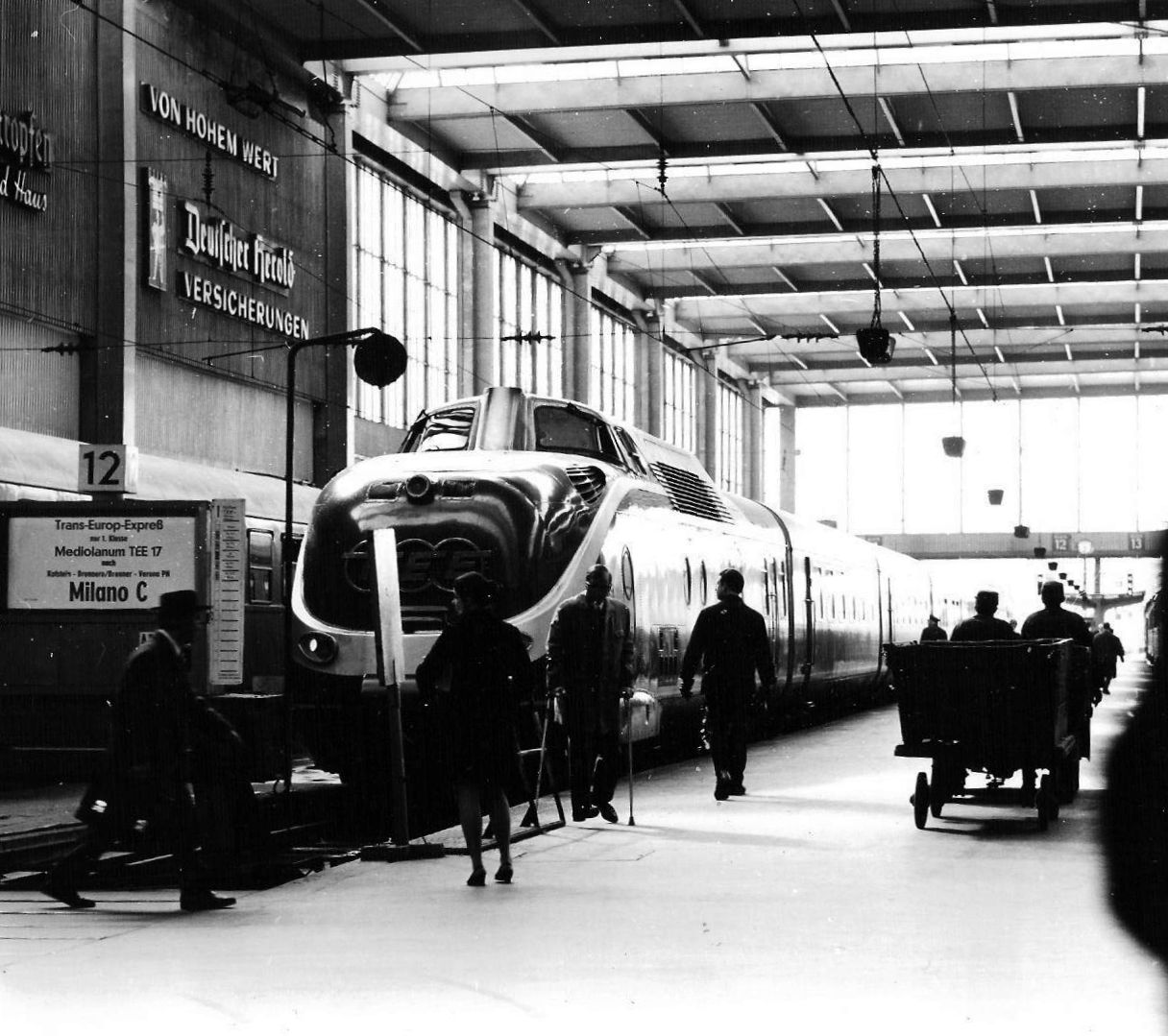
TEE Mediolanum con VT 11.5 in Monaco di Baviera, 6 aprile 1970

La Mediolanum è stato uno dei treni TEE ultimi in servizio, soppresso 3 giugno 1984 dopo che già erano cessati i servizi degli altri TEE "milanesi", ossia il Ligure, il Mont Cenis e il Lemano).

## InterCity ed EuroCity
Il 3 giugno 1984 la relazione fu trasformata in InterCity, introducendo la seconda classe, e prolungata a nord di Monaco di Baviera, fino a Dortmund sulla medesima traccia del precedente IC Nymphenburg.
Questo secondo Mediolanum era curato dai medesimi operatori fino al 1987, quando la relazione cambiò nome in Leonardo da Vinci in occasione della riclassificazione come il EuroCity, pur mantenendo il medesimo percorso ed orario.

## XXI secolo
Nel 2001 il nome Mediolanum fu riutilizzato per battezzare un'altra relazione InterCity, la coppia 253/254 tra Basilea (Svizzera) e Milano Centrale.
Questo terzo Mediolanum era gestito da Ferrovie Federali Svizzere e FS fino al 2004 quando, riclassificata EuroCity, la relazione venne affidata alla società Cisalpino che la curò fino al suo scioglimento, avvenuto nel dicembre 2009.